# Султангали, Серик Султангалиевич
Серик Султангалиевич Султангали (каз. Серік Сұлтанғалиұлы Сұлтанғали; 17 апреля 1953, с. Жаланаш, Кегенский район, Алматинская область, Казахская ССР, СССР) — казахстанский государственный и политический деятель, председатель политической партии Адал (с 5 ноября 2020 года).

## Биография
- 1977 год — окончил Казахский политехнический институт имени В. И. Ленина (ныне Казахский национальный исследовательский технический университет имени К. И. Сатпаева), «Архитектор-градостроитель».[1]
- 1977—1984 г. — Архитектор института «Казгорстройпроект», архитектор Октябрьского района ГлавУАГА.
- Старший инспектор, помощник председателя Алма-Атинского горисполкома (1984—1989).
- Председатель Алатауского поселкового совета (1989—1990).
- Начальник управления горисполкома, начальник департамента жилья Алматинской городской администрации (1990—1993).
- Председатель правления акционерного общества "Концерн «Алтын-Алма» (1993—1994).
- Первый заместитель главы Алматинской городской администрации (1994—1995).
- Председатель правления, президент закрытого акционерного общества «Айсель-Казахстан» (1995—2004).
- Заместитель генерального директора по капитальному строительству акционерного общества «КазТрансГаз» (05.2004-02.2005).
- Генеральный директор акционерного общества «КазТрансГаз» (02.2005-09.2007).
- Председатель правления акционерного общества "Национальная компания "Социально-предпринимательская корпорация «Жетысу» (09.2007-02.2009).
- Генеральный директор (Председатель Совета Директоров) акционерного общества «КазТрансГаз» (12.2009-10.2014).
- Председатель Совета директоров АО «КазТрансГаз» (10.2014-12.2015).[2]
- 9 февраля 2013 года Султангали был единогласно избран председателем партии «Руханият».[3] Через несколько месяцев, c года, партия объединилась с Демократической партией «Адилет» и образовала «Бирлик» (с 11.2020 переименована в партию «Адал»[4]). Оттуда Султангали был единогласно избран председателем.[5] Являлся кандидатом в депутаты Мажилиса Парламента РК в 2016 и 2020 годах.[6][7]

### Прочие должности
- Председатель совета директоров АО «КазТрансГаз» (02.2011).[1]
- Президент Федерации борьбы Республики Казахстан (12.2010).
- Вице-президент и генеральный секретарь Казахстанской федерации гольфа.[1]

## Награды
- Орден «Құрмет» (2001), Орден Петра Великого I степени, за заслуги и вклад в укрепление дружбы и сотрудничества между РФ и Казахстаном.[1]
- Медали: «Қазақстан Республикасының тәуелсіздігіне 10 жыл», «70 лет трубопроводному транспорту Казахстана».
- Почётный гражданин города Туркестан и Райымбекского района.
- Почетный строитель Республики Казахстан.
- Обладатель «Гран-при» 3-го международного турнира по гольфу на кубок Президента Республики Казахстан (2002).
- Член союза архитекторов СССР и Казахстана.[1]

## Семья
Женат на Иманбековой Замира Исаевна, имеет двух дочерей: Асель (1977), Айгерим (1983). На парламентских выборах он заявил, что за него стоит «дух моего отца и мать.»